# Adigeni
Adigeni (gruzínsky ადიგენი) je okresním městem v gruzínském kraji Samcche-Džavachetii. Leží v nadmořské výšce 1200 m v údolí řeky Kvabliani. Městem prochází silnice Achalciche - Batumi.
V roce 2014 zde žilo 783 obyvatel, z toho 95 % Gruzínů, 4,3 % Arméni, 0,7 % ostatních. Do roku 1944 tvořili většinu obyvatelstva Turci.